# Martin Hansson
Martin Hansson (6 de Abril de 1971) é um árbitro de futebol sueco.
Bombeiro, é árbitro FIFA desde 2001. Já participou, entre outras competições, das Eliminatórias da Copa do Mundo FIFA de 2002, 2006 e 2010. Mediou a final da Copa das Confederações de 2009 entre Brasil e EUA.

## Controvérsia
Esteve envolvido em uma grande controvérsia em sua carreira: validou o gol de William Gallas, mesmo após ser marcado com o clamoroso passe com a mão de Thierry Henry nas eliminatórias europeias para a Copa do Mundo de 2010 entre Irlanda e França, classificando esta última.

## Copa do Mundo 2010
Selecionado para participar da Copa do Mundo FIFA 2010, juntamente com os assistentes e compatriotas Henrik Andren e Stefan Wittberg.